# Landkreis Aschersleben-Staßfurt
Der Landkreis Aschersleben-Staßfurt war ein Landkreis in der Mitte des Landes Sachsen-Anhalt. Am 1. Juli 2007 ist er im Rahmen der Kreisgebietsreform in Sachsen-Anhalt in den neuen Landkreisen Harz (Gemeinde Falkenstein/Harz) und Salzlandkreis aufgegangen. Nachbarkreise waren im Norden der Bördekreis, im Osten die Landkreise Schönebeck und Bernburg, im Süden der Landkreis Mansfelder Land und im Westen der Landkreis Quedlinburg.

## Geographie
Das Gebiet des ehemaligen Landkreises Aschersleben-Staßfurt lag zwischen Harz und Magdeburger Börde. Zu den größeren Fließgewässern im Landkreis gehörten die Flüsse Bode und Wipper.

## Verkehr
Durch das Kreisgebiet verlief die Bundesautobahn 14, wo Staßfurt eine Autobahnabfahrt besaß. Außerdem durchquerten die Bundesstraßen 6 bzw. 6n, 81, 180 und 185 den Landkreis. Ferner durchquerten die Eisenbahnstrecken Hannover – Halle (Saale), Magdeburg – Erfurt, Aschersleben – Dessau und Magdeburg – Aschersleben das Kreisgebiet.

## Geschichte
Der Landkreis Aschersleben-Staßfurt wurde durch die Kreisreform in Sachsen-Anhalt zum 1. Juli 1994 zunächst als Aschersleben-Staßfurter Landkreis aus den beiden ehemaligen Kreisen Aschersleben und Staßfurt gebildet. Die Bildung des Landkreises wurde ohne Rücksichtnahme auf die jahrhundertealte unterschiedliche Regionalgeschichte der einzelnen Gebietsteile politisch durchgesetzt. Der Landkreis Aschersleben-Staßfurt umfasste Teile des ehemaligen Freistaates Anhalt mit den Kleinststädten Leopoldshall (heute zu Staßfurt), Güsten, Hecklingen, Teile der südlichen Magdeburger Börde mit den Kleinststädten Egeln (ehemals Landkreis Wanzleben) und Cochstedt (ehemals Landkreis Quedlinburg), Teile des früheren Mansfelder Gebirgskreises mit der Kleinstadt Ermsleben (heute Falkenstein/Harz) sowie den Städten Aschersleben und Staßfurt. Letztere gehörte bis 1947 zum Landkreis Calbe im Regierungsbezirk Magdeburg der Preußischen Provinz Sachsen. Die beiden Kreise Aschersleben und Staßfurt waren 1952 ohne Rücksicht auf die bisherige Regionalgeschichte gebildet worden, als die Regierung der DDR die Länder auflöste, die Zahl der Kreise vergrößerte und 14 Bezirke einrichtete. Der Kreis Aschersleben gehörte von 1952 bis 1990 zum Bezirk Halle, der Kreis Staßfurt zum Bezirk Magdeburg.

## Politik

### Landräte
- Thomas Leimbach (1994–2002) (CDU)
- Heike Brehmer (2003–2007)

### Kreistag
Die 48 Sitze im Kreistag verteilten sich zuletzt folgendermaßen auf die einzelnen Parteien:
| Partei                | Sitze |
| CDU                   | 17    |
| Die Linke             | 11    |
| SPD                   | 8     |
| FDP                   | 3     |
| WIDAB                 | 3     |
| Bündnis 90/Die Grünen | 1     |
| REP                   | 1     |
| DSU                   | 1     |
| Offensive D           | 1     |
| UWGE                  | 1     |
| Sauberes Staßfurt     | 1     |

### Wappen
| | Blasonierung: „Geviert; Feld 1: schwarz-silbern geschacht, Feld 2: in Silber ein schwarzer goldbewehrter Adler, die Sachsen mit goldenen Kleestengeln belegt, Feld 3: in Silber ein schreitender schwarzer Bär auf roter, schwarz gefugter, schräg aufsteigender Zinnenmauer mit offenem Tor, Feld 4: Rot über Silber geteilt.“ |
| Wappenbegründung: Die Farben des ehemaligen Landkreises sind Rot - Weiß (Silber). Das Kreiswappen verkörpert heraldische Symbole historischer Landesherrschaften. Das geschachte Heroldsbild führten die Grafen von Aschersleben aus dem Haus Anhalt in ihrem Wappen. Der preußische Adler symbolisiert den Übergang des Gebietes 1650 an Brandenburg-Preußen. Die Orte des ehemaligen Freistaates Anhalt sind vertreten durch den schwarzen anhaltischen Bären, die Orte des ehemaligen Erzstifts/Herzogtums Magdeburg durch die Teilung Rot über Silber. Das Wappen wurde am 27. Februar 1995 durch das Ministerium des Innern genehmigt. | |

### Flagge
Die Flagge war rot - weiß gestreift. (ohne Wappen)

## Städte und Gemeinden
(Einwohner am 31. Dezember 2006)
| Einheitsgemeinden 1. Falkenstein/Harz, Stadt [Sitz: Ermsleben] (6.187) |

Verwaltungsgemeinschaften mit ihren Mitgliedsgemeinden
| Sitz der Verwaltungsgemeinschaft * | | |
| - 1. Verwaltungsgemeinschaft Aschersleben/Land 1. Aschersleben, Stadt * (25.791) 2. Drohndorf (519) 3. Freckleben (723) 4. Groß Schierstedt (630) 5. Mehringen (1.105) 6. Schackenthal (335) 7. Westdorf (918) | - 2. Verwaltungsgemeinschaft Egelner Mulde 1. Borne (1.363) 2. Egeln, Stadt * (3.939) 3. Etgersleben (798) 4. Hakeborn (805) 5. Tarthun (814) 6. Unseburg (1.274) 7. Westeregeln (2.063) 8. Wolmirsleben (1.522) - 3. Verwaltungsgemeinschaft Stadt Hecklingen 1. Giersleben (1.118) 2. Hecklingen, Stadt * (7.947) | - 4. Verwaltungsgemeinschaft Seeland 1. Friedrichsaue (200) 2. Frose (1.518) 3. Gatersleben (2.422) 4. Hoym, Stadt (2.611) 5. Nachterstedt * (2.155) 6. Neu Königsaue (344) 7. Schadeleben (714) - 5. Verwaltungsgemeinschaft Staßfurt 1. Amesdorf (812) 2. Neundorf (Anhalt) (2.245) 3. Staßfurt, Stadt * (22.758) |

## Gebietsveränderungen
Seit 1995 fanden im Landkreis Aschersleben-Staßfurt viele Gebietsveränderungen statt.
Von den ursprünglich 7 Verwaltungsgemeinschaften bestanden bei der Auflösung des Landkreises noch 5 Verwaltungsgemeinschaften. In der gleichen Zeit verringerte sich die Anzahl der Gemeinden von 44 auf 28.

### Änderungen bei Verwaltungsgemeinschaften
- Auflösung der Verwaltungsgemeinschaft Falkenstein/Harz – Bildung der Einheitsgemeinde Falkenstein/Harz aus den Mitgliedsgemeinden (1. Januar 2002)
- Auflösung der Verwaltungsgemeinschaft Bördeblick – Eingliederung der Gemeinde Winningen in die Stadt Aschersleben, Eingliederung der restlichen Gemeinden in die Stadt Hecklingen (1. März 2004)
- Bildung der Verwaltungsgemeinschaft Seeland aus der Verwaltungsgemeinschaft Hoym-Nachterstedt und der Einheitsgemeinde Gatersleben (1. Januar 2005)
- Bildung der Verwaltungsgemeinschaft Egelner Mulde aus den Verwaltungsgemeinschaften Bördeaue und Börde-Hakel sowie der Einheitsgemeinde Stadt Egeln (1. Januar 2005)
- Auflösung der Verwaltungsgemeinschaft Wippertal – Eingliederung der Gemeinde Amesdorf in die Verwaltungsgemeinschaft Staßfurt, Eingliederung der Gemeinde Giersleben in die neue Verwaltungsgemeinschaft Stadt Hecklingen und Eingliederung der restlichen Gemeinden in die Verwaltungsgemeinschaft Aschersleben/Land

### Änderungen auf Gemeindeebene
- Auflösung der Gemeinden Hohenerxleben und Löderburg – Eingliederung nach Staßfurt (1. März 2003)
- Auflösung der Gemeinde Rathmannsdorf – Eingliederung nach Staßfurt (1. Januar 2004)
- Auflösung der Gemeinde Klein Schierstedt – Eingliederung nach Aschersleben (4. März 2005)
- Auflösung der Gemeinde Wilsleben – Eingliederung nach Aschersleben (24. Februar 2006)

## Kreisgebietsreform

Logo der Bürgerinitiative „Pro Harz“

Bei der Kreisgebietsreform 2007 wurde der Landkreis Aschersleben-Staßfurt mit dem Landkreis Schönebeck und dem Landkreis Bernburg zum neuen Salzlandkreis fusioniert. Kreisstadt des neugebildeten Landkreises wurde Bernburg (Saale).
Am 28. August 2005 fand ein von der Bürgerinitiative „Pro Harz“ initiierter Bürgerentscheid statt. Diese hatte dazu 8.000 Unterschriften gesammelt und somit den ersten Bürgerentscheid auf Kreisebene in Sachsen-Anhalt erwirkt. Grund dafür war die Tatsache, dass ein erheblicher Teil der Bürger (v. a. im ehemaligen Altkreis Aschersleben) gegen die Fusion mit Bernburg und Schönebeck war und stattdessen einen Zusammenschluss in Richtung Harz favorisierten.
Dabei sollte darüber abgestimmt werden, ob die Städte und Gemeinden des Landkreises Aschersleben-Staßfurt im Zuge der Kreisgebietsreform Teil eines neu zu bildenden Landkreises Harz werden sollen, oder ob der Grundsatzbeschluss des Kreistages der Bildung eines neuen Landkreises mit den jetzigen Landkreisen Bernburg und Schönebeck (Salzlandkreis) aufrechterhalten wird. Der Kreistag hatte es abgelehnt, die Bürger zu diesem Punkt anzuhören.
Bei diesem Bürgerentscheid stimmten 60,38 % der Wähler für den Harzkreis, 39,62 % dagegen (Wahlbeteiligung 39,9 %).
Damit wurden die für einen erfolgreichen Bürgerentscheid notwendigen 20.900 Ja-Stimmen (entspricht 25 % aller Wahlberechtigten) nur um 879 Stimmen verfehlt (23,9 % Zustimmung gemessen an allen Wahlberechtigten). Besonders im Altkreis Aschersleben war die Zustimmung zum Harzkreis (bis zu 95 %) und die Wahlbeteiligung (bis zu 70 %) sehr hoch. Im Staßfurter Raum lag die Wahlbeteiligung erheblich niedriger, allerdings wurden ähnlich hohe Werte an Nein-Stimmen verzeichnet. Die Ursache für diese Nein-Stimmen lag im Wesentlichen in der historisch bedingten Verbundenheit der Staßfurter Region mit dem Elbe-Saale-Salzland-Gebiet.
Lediglich die Stadt Falkenstein/Harz wechselte bei der Fusion in den neugebildeten Landkreis Harz.

## Kfz-Kennzeichen
Am 1. Juli 1994 wurde dem Landkreis das seit dem 1. Januar 1991 für den Landkreis Aschersleben gültige Unterscheidungszeichen ASL zugewiesen. Es wurde bis zum 30. Juni 2007 ausgegeben. Seit dem 27. November 2012 ist es aufgrund der Kennzeichenliberalisierung im Salzlandkreis erhältlich.
Bis etwa zum Jahr 2000 erhielten Fahrzeuge aus dem Altkreis Staßfurt Kennzeichen mit den Buchstabenpaaren AA bis ZZ und den Zahlen von 100 bis 999.